# Carrières-sur-Seine
Carrières-sur-Seine – miejscowość i gmina we Francji, w regionie Île-de-France, w departamencie Yvelines. Przez miejscowość przepływa Sekwana. 
Według danych na rok 1990 gminę zamieszkiwało 11 469 osób, a gęstość zaludnienia wynosiła 2285 osób/km² (wśród 1287 gmin regionu Île-de-France Carrières-sur-Seine plasuje się na 224. miejscu pod względem liczby ludności, natomiast pod względem powierzchni na miejscu 676.).

## Współpraca
- Grünstadt, Niemcy